# Gouhenans
Gouhenans település Franciaországban, Haute-Saône megyében. Lakosainak száma 361 fő (2022. január 1.). Gouhenans Le Val-de-Gouhenans, Villafans, Athesans-Étroitefontaine, Les Aynans, Longevelle, La Vergenne és Vouhenans községekkel határos.

## Népesség
A település népességének változása:
| Lakosok száma | 422  | 402  | 405  | 388  | 381  | 374  | 367  | 364  | 361  |
|               | 2013 | 2015 | 2016 | 2017 | 2018 | 2019 | 2020 | 2021 | 2022 |